# Música celta

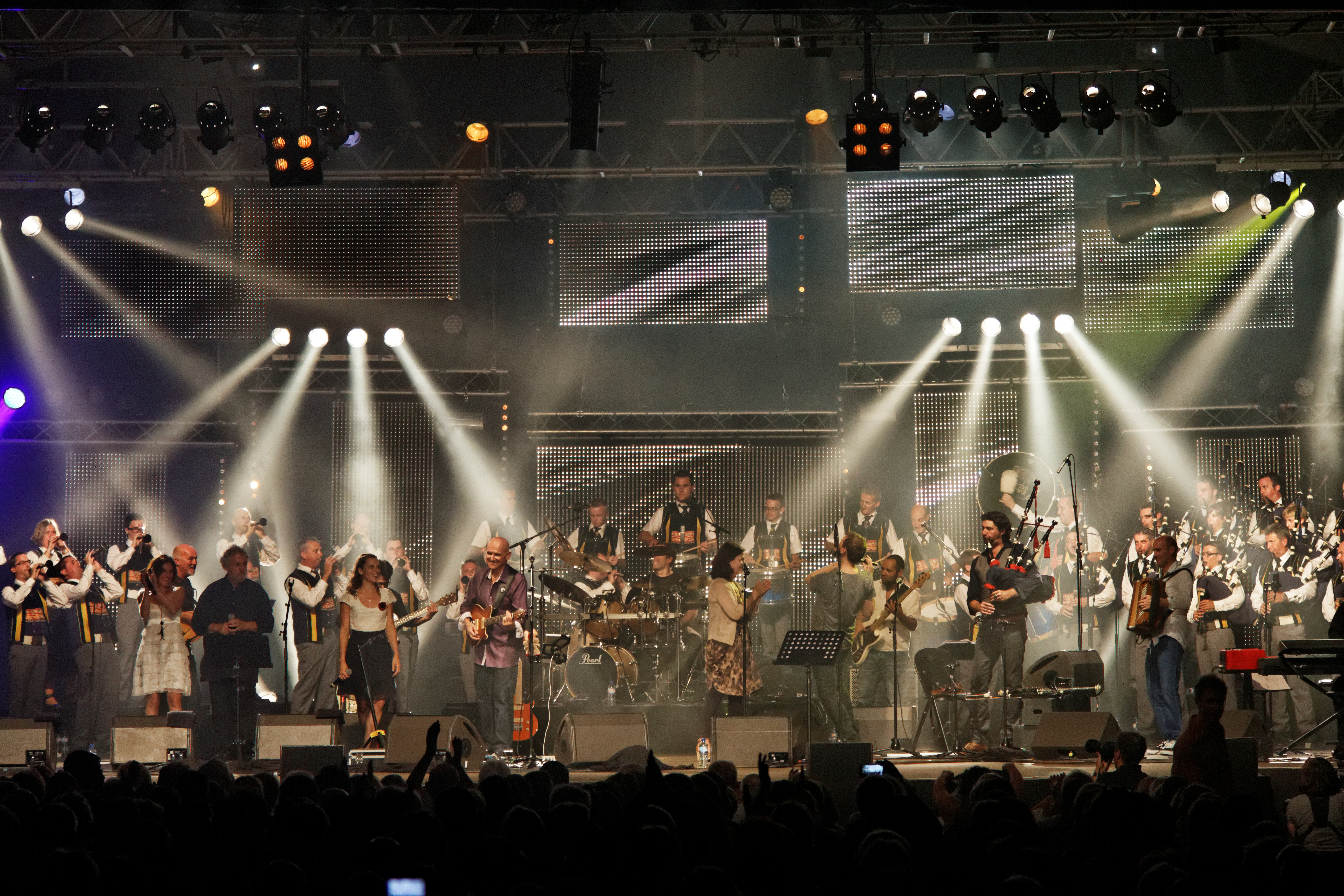
Festival celta de Cornouaille 2013. Concierto de Dan Ar Braz

Música celta es el término utilizado para describir un amplio grupo de géneros musicales que parten de la tradición musical popular de los pueblos considerados de tradición celta de Europa Occidental. Como tal, no existe un cuerpo musical real que pueda ser descrito como celta, pero el término sirve para unificar tanto músicas estrictamente tradicionales de determinadas regiones geográficas, como un tipo de música contemporánea de raíz folclórica con un mismo origen etnológico y musical.
El término significa principalmente dos cosas: en primer lugar es la música de los pueblos que se autodenominan celtas, a diferencia de la música francesa o la música inglesa, definidas por existir dentro de unas fronteras políticas claras. En segundo lugar, se refiere a las características que serían exclusivas de la música de las llamadas naciones celtas. Algunos, como Geoff Wallis y Sue Wilson en su obra The Rough Guide to Irish Music, insisten en que muchas de las tradiciones agrupadas en la etiqueta «celta» son ostensiblemente diferentes entre sí (por ejemplo, la gaélica y la bretona) y en realidad tienen nada o poco en común. Otros, sobre todo músicos como Alan Stivell, dicen que sí lo tienen, en concordancia con estudios más antiguos.
A menudo, por su amplia difusión, el término «música celta» se aplica a la música de Irlanda y Escocia ya que ambos lugares han producido estilos bien conocidos que comparten muchos y evidentes rasgos comunes, tanto en lo musical como en lo lingüístico (cultura gaélica). Sin embargo, es notable que los músicos tradicionales irlandeses y escoceses evitan el término música celta, excepto cuando se ven obligados a ello por las necesidades del mercado, y cuando se producen en festivales de música celta fuera de sus fronteras. La definición se complica aún más por el hecho de que la independencia permitió a Irlanda promocionar la música celta como un producto específicamente irlandés, quedando así difuminados sus lazos musicales con la vecina Escocia (lazos que han sido en gran parte restablecidos por los músicos modernos). Escoceses e irlandeses, aunque distintos y separados en lo político, comparten una misma ascendencia cultural y, por consiguiente, puede hablarse de un patrimonio musical celta (o gaélico) común a ambos.
Estos estilos gaélicos gozan de renombre internacional debido a la influencia de irlandeses y escoceses en el mundo de habla inglesa, especialmente en Estados Unidos, donde tuvieron un profundo impacto en músicas estadounidenses como el bluegrass y el country.
La música de Gales, Cornualles, la isla de Man, Bretaña, Galicia, Asturias, y algunas zonas de Cantabria, León y Portugal son a menudo etiquetadas también como «música celta». El movimiento musical celta, de carácter romántico [cita requerida] y vinculado a veces a reivindicaciones de minorías culturales y nacionales, es particularmente fuerte en Bretaña, donde diversos festivales de música celta tienen lugar a lo largo del año, en paralelo y concordancia con otras celebraciones tradicionales (fiestas locales y festoù-noz) en las que la música bretona tiene un lugar destacado y que acogen bandas y músicos de otros países de tradición celta. Del mismo modo, Gales mantiene sus antiguas celebraciones, como el Eisteddfod. Existe además una dinámica escena musical en el seno de las comunidades extranjeras de origen irlandés y escocés, especialmente en Canadá, donde se unen grupos de tradición bretona, y en los Estados Unidos.
|  |

## Divisiones

Las seis naciones celtas:
Bretaña
Cornualles
Escocia
Gales
Irlanda
Isla de Man

En el libro Celtic Music: A Complete Guide, June Skinner Sawyers reconoce seis naciones celtas divididas en dos grupos en función de su patrimonio lingüístico:
- El grupo de los Q-Célticos son los irlandeses, escoceses y maneses.
- El grupo de los P-Célticos son los que provienen de Cornualles, Bretaña y Gales.

El músico Alan Stivell utiliza una dicotomía similar entre las ramas goidélica (irlandés, escocés y manés) y britónica (bretón, galés y córnico), que se diferencian «sobre todo por un rango extendido (algunas veces más de dos octavas) de las melodías irlandesas y escocesas y el rango cerrado de las melodías bretonas y galesas (a menudo reducido a media octava), y por el frecuente uso de la escala pentatónica pura en la música gaélica».

## Debate y críticas
El debate hace referencia a la falta aparente de puntos en común que actualmente unen a los pueblos celtas antes mencionados. Mientras que los antiguos celtas sin duda tenían sus propios estilos musicales, el sonido real de su música sigue siendo un completo misterio.
También hay una enorme variación entre las regiones «celtas». Irlanda, Escocia y Bretaña han mantenido vivas tradiciones de la lengua y la música (En muy buena parte como forma de resistencia a los ultrajes cometidos contra sus pueblos y cultura por parte de Inglaterra y Francia en el pasado), y ha habido un resurgimiento reciente de interés en Gales. Sin embargo, Cornualles y la isla de Man solo tienen pequeños movimientos renovadores que todavía tienen que afianzarse. Galicia no tiene actualmente un idioma céltico a pesar de que toda la parte occidental de la península ibérica tuvo idiomas celtas en época prerromana, al igual que gran parte de Europa. En el caso de España, la música gallega y asturiana es a menudo nombrada como música celta, debido, seguramente, al enorme legado arqueológico celta que subsiste en estas tierras. Cabe anotar, por ejemplo, que el único poblado celta (Castro de Santa Trega), intacto en toda Europa, está en Galicia. Lo mismo puede decirse de la música de Cantabria, parte de León y norte de Portugal. Así, los tradicionalistas y los estudiosos discuten si las tierras celtas en la actualidad tienen conexiones entre sí o no. ¿Debería llamarse música celta al folklor de esas regiones donde actualmente pervive algún remanente cultural, lingüístico o arqueológico de los antiguos pueblos celtas? La pregunta queda abierta y tiene total validez.

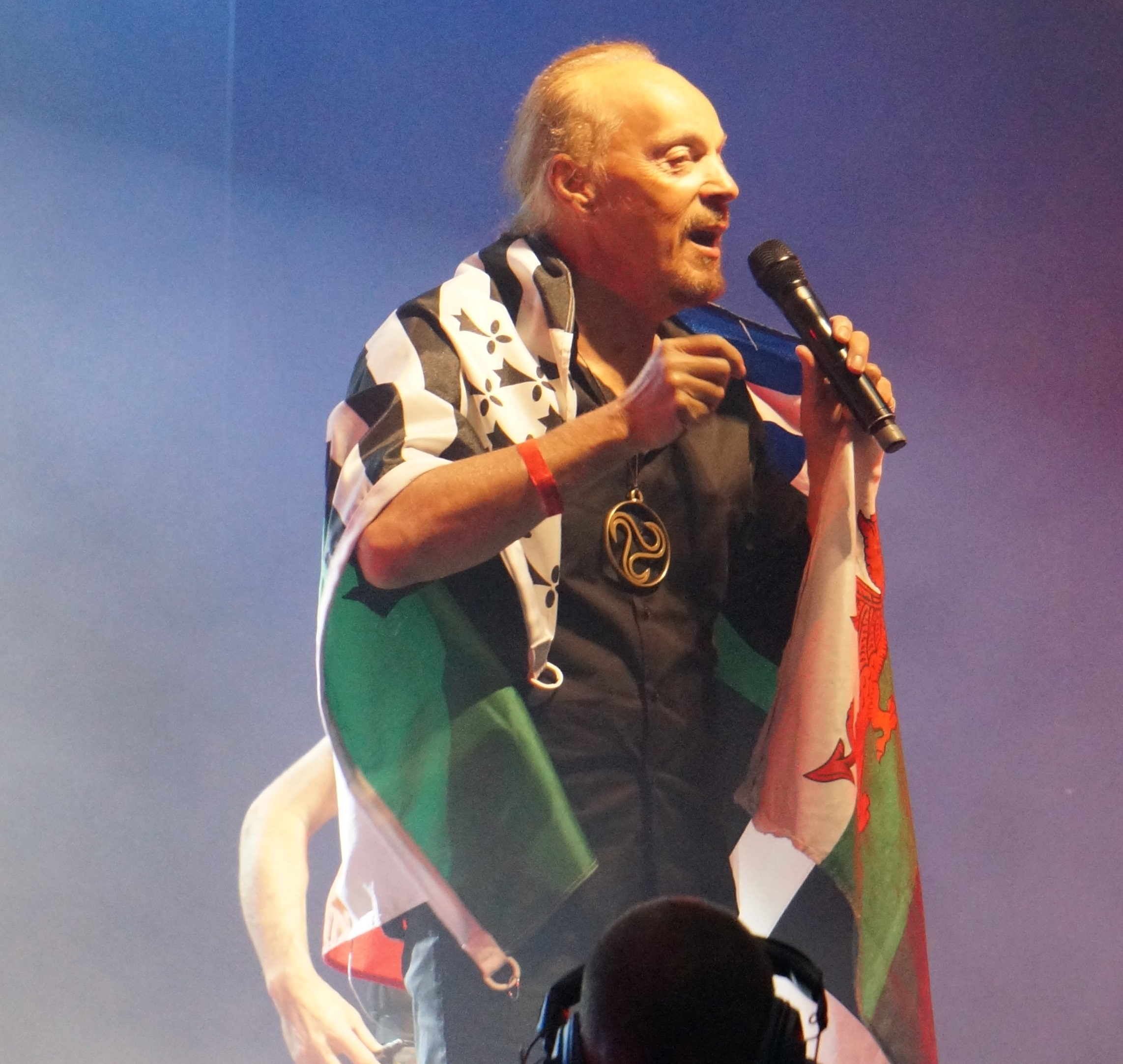
Alan Stivell, envuelto en una bandera que representa las naciones celtas durante uno de sus conciertos.

Los críticos de la moderna música celta proclaman que esa idea es creación del marketing, diseñada para estimular la identidad regional en la mente de un grupo de consumidores. June Skinner Sawyers, por ejemplo, señala que «la música celta es un término de marketing que estoy utilizando, a efectos de este libro, como una cuestión de conveniencia, sabiendo muy bien el bagaje cultural que trae consigo». Esta idea comercial fue popularizada por el primer hombre que, a finales de los sesenta, mezcló la música de las llamadas naciones celtas con un toque moderno en sus grabaciones y conciertos, como en el álbum de 1972 Renaissance of the Celtic Harp: el bretón Alan Stivell. A pesar de que este compositor es uno de los principales promotores modernos de este tipo de música, él no creó el término.
La adscripción de los rasgos musicales de cada una de las llamadas regiones celtas a los de las tradiciones musicales más próximas (por ejemplo, la pertenencia estilística de la música bretona al ámbito francés, o la de la música gallega y asturiana al marco de las músicas hispánicas), así como la enorme disparidad entre unas y otras músicas celtas, refuerza según sus críticos la idea de que lo «celta» como cuerpo musical con elementos comunes y bien diferenciado del resto de tradiciones del continente es una invención romántica moderna cuyo origen es la imitación de las pautas irlandesas y escocesas por parte de otros folklores. Afirman que no existe la música celta, sino la música irlandesa, la escocesa, la bretona, la gallega, la asturiana, etc.
Muchos creen también que la adherencia a una supuesta tradición celta común por parte de regiones muy distintas histórica y culturalmente (salvo Escocia e Irlanda, que sí comparten numerosos rasgos identitarios) responde, más allá de su discutible base teórica, a la necesidad de minorías lingüísticas y culturales de alejarse de la uniformización impuesta por sus respectivas metrópolis y de establecer vínculos de solidaridad entre sí.

## Estilos de la música celta

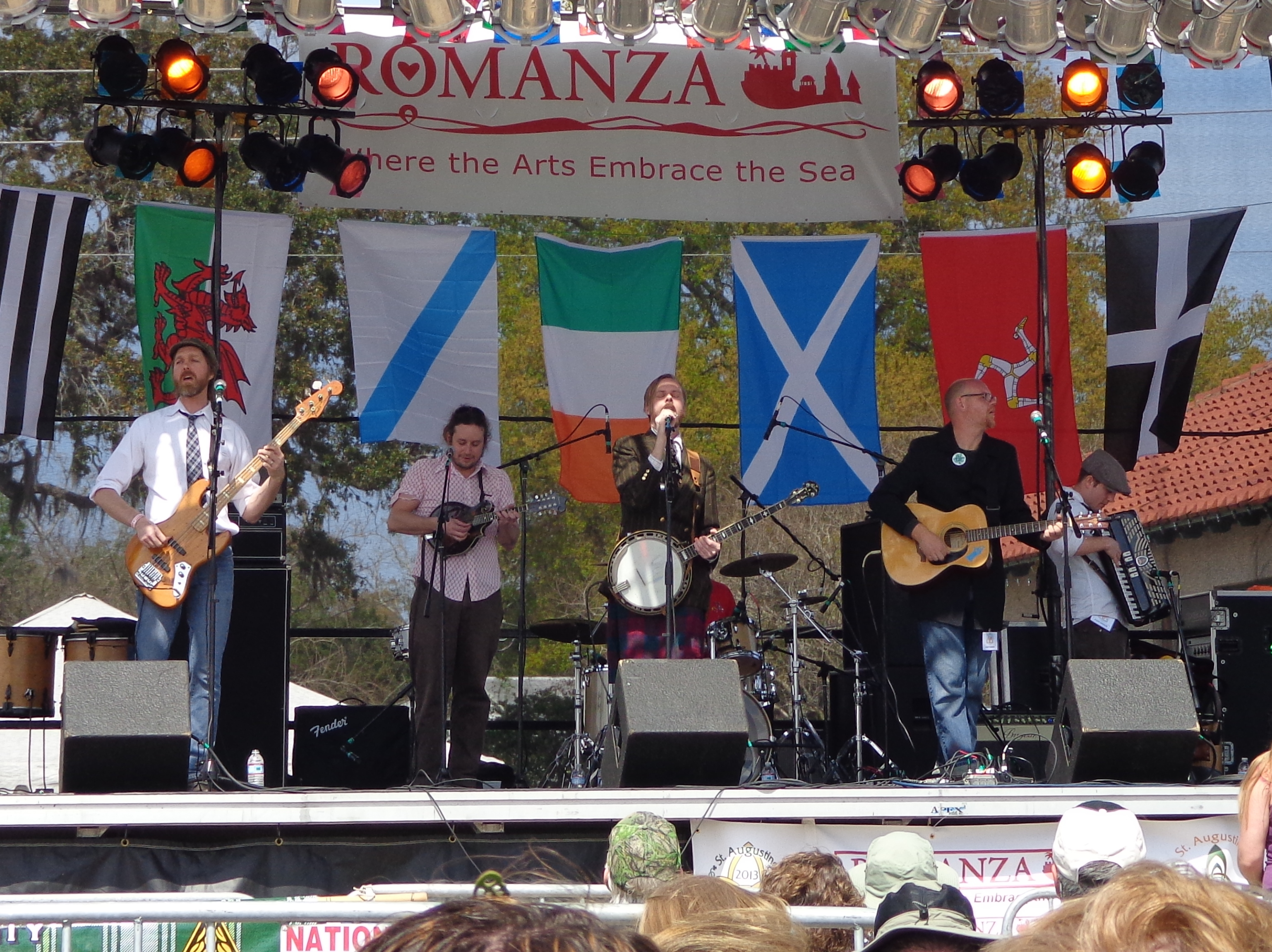
The Wobbly Toms en el Festiva de Música y Herencia Celta de San Agustín (Florida)

La identificación de características comunes en la música celta es problemática. La mayoría de las formas musicales populares hoy consideradas como característicamente celtas fueron (y a menudo siguen siendo) comunes a muchos otros lugares de Europa Occidental. Existe un debate sobre si las jigas irlandesas fueron adaptadas de la giga italiana, forma típica de la era barroca, por ejemplo, mientras que la polca tiene su origen en la tradición checa y polaca.
Hay géneros y estilos musicales propios de cada país celta debido a las tradiciones individuales de canto y a las características de sus lenguajes específicos. Los strathspeys son específicos de las Tierras Altas de Escocia, por ejemplo, y algunos han teorizado que sus ritmos imitan los de la lengua escocesa.

## Instrumentos

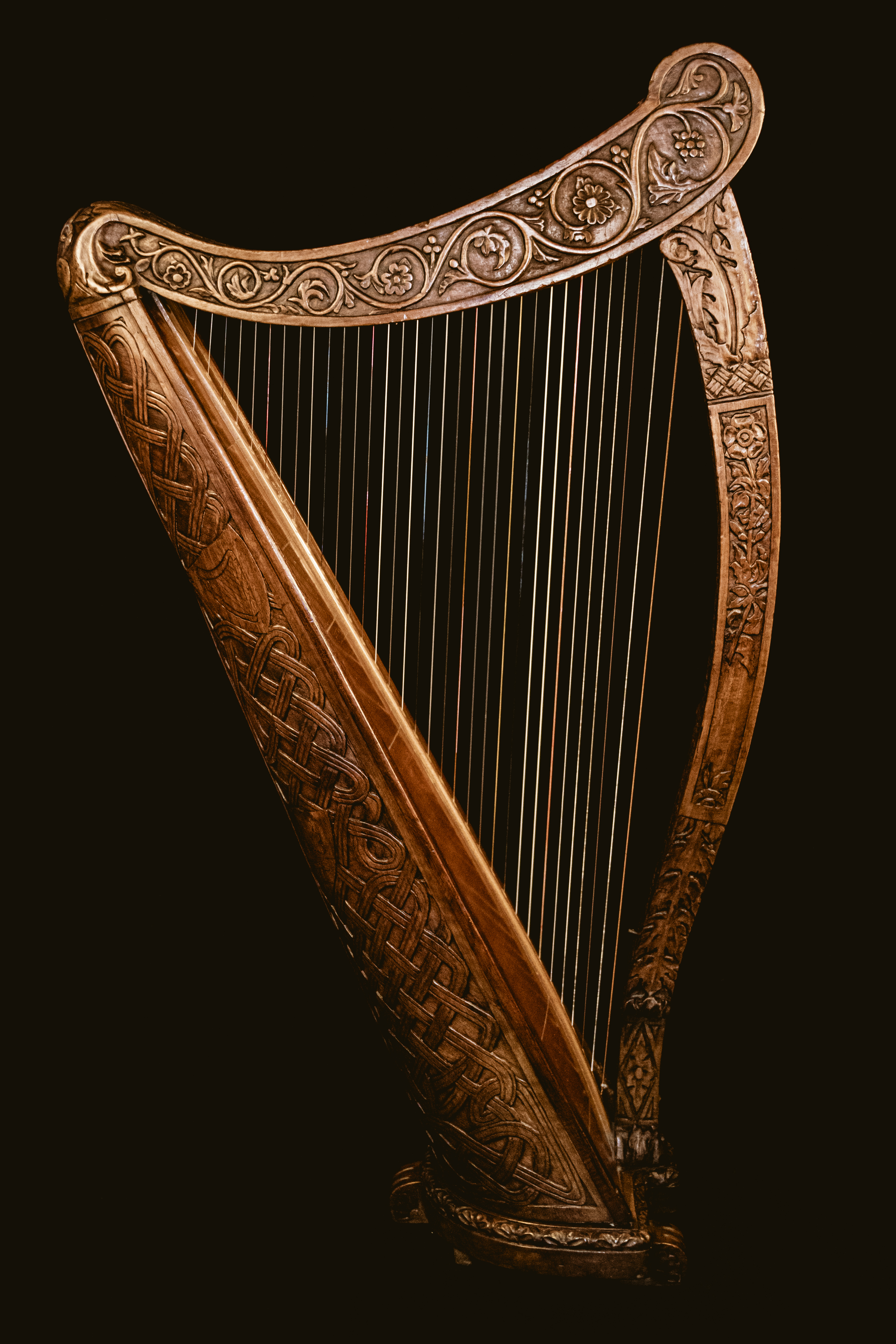
Arpa celta

Los instrumentos acústicos usualmente empleados en la composición e interpretación de música celta son:
- la gaita,
- el bodhrán,
- el violín,
- el tin whistle,
- el low whistle,
- la flauta irlandesa,
- la bombarda,
- el arpa celta,
- el buzuki irlandés,
- la zanfona,
- la concertina.

## Festivales

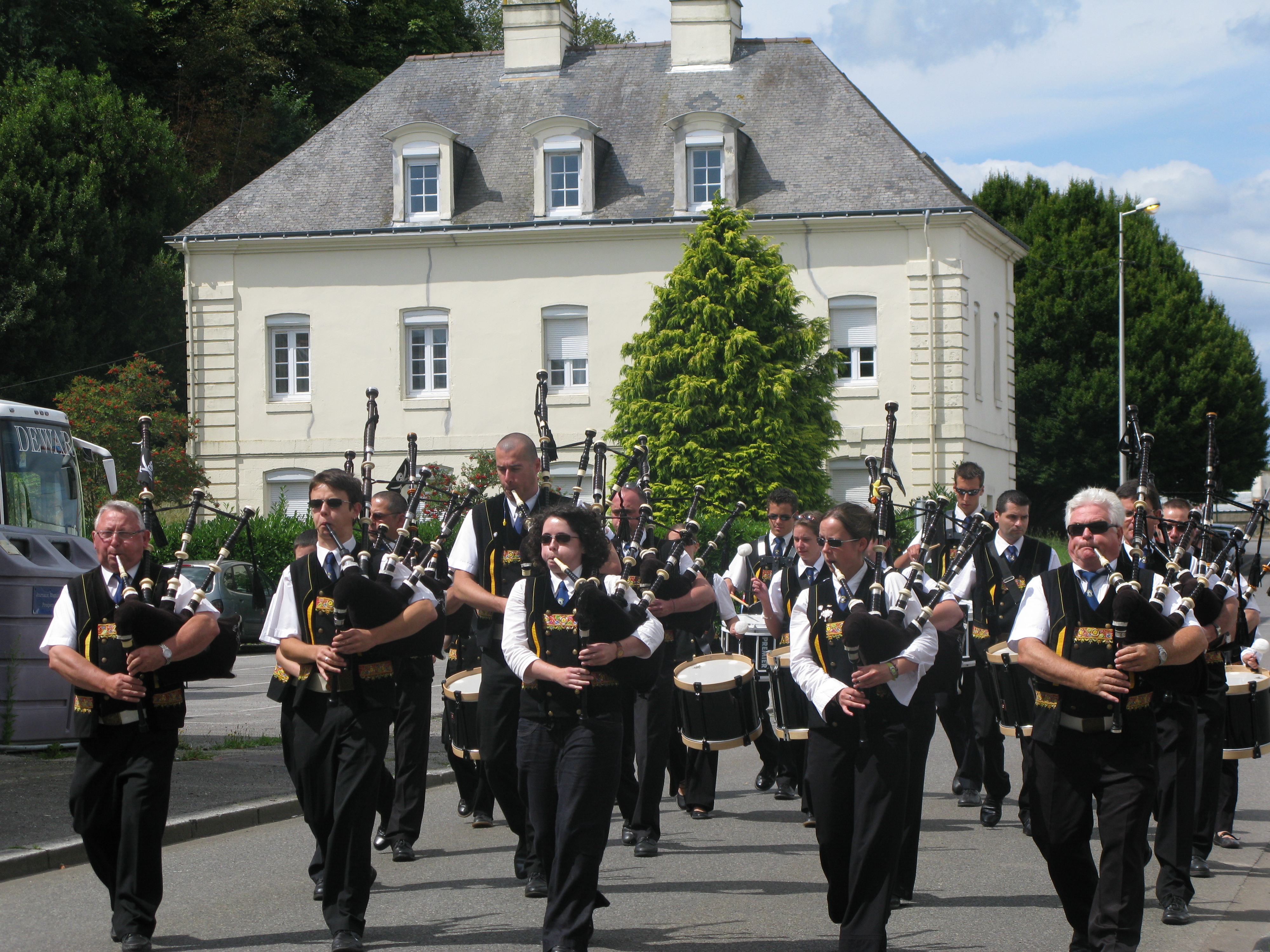
El bagad Karreg An Tan desfilando en el Festival Intercéltico de Lorient de 2009.

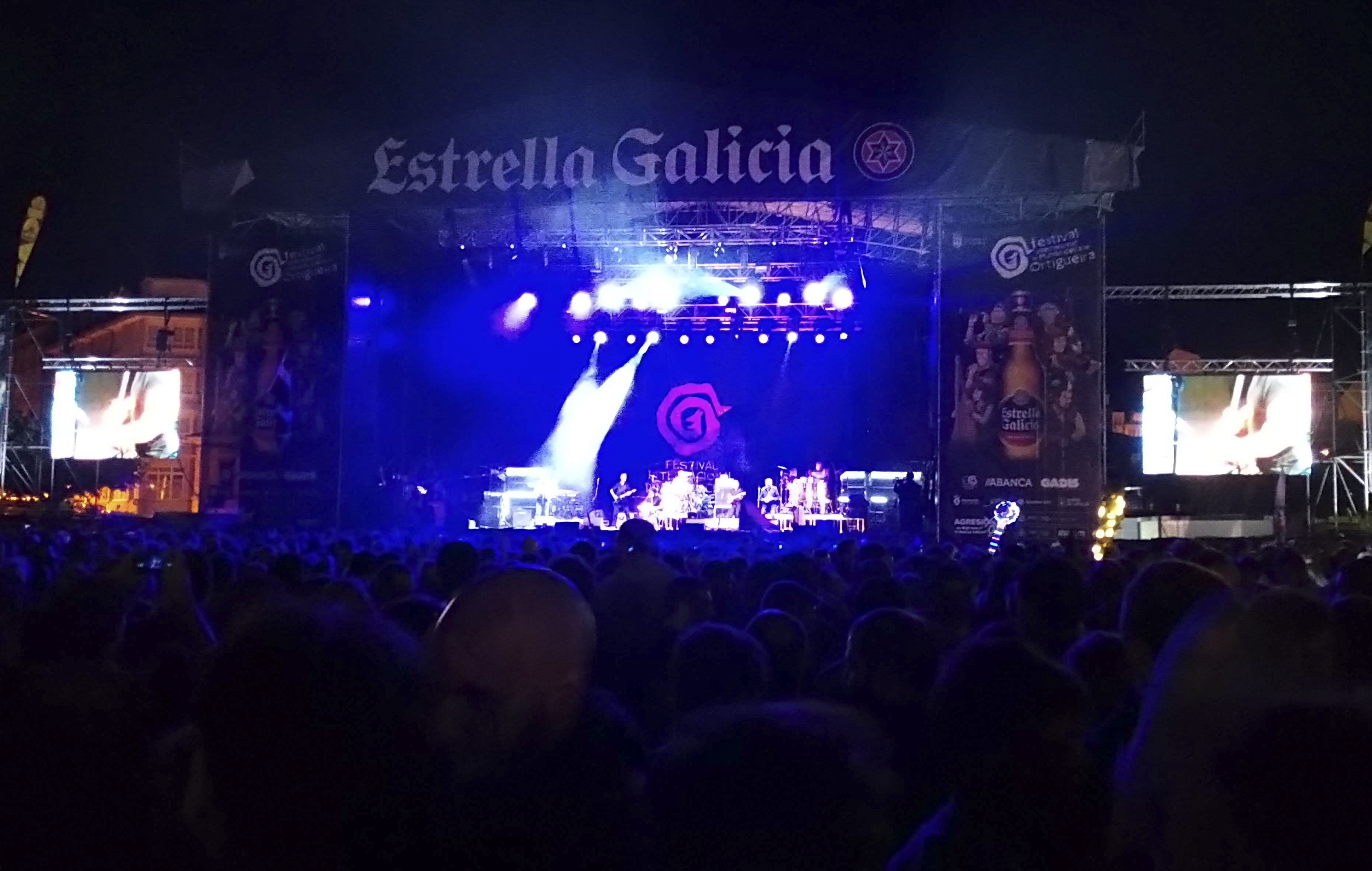
Moving Hearts en el Festival de Ortigueira(Galicia) en 2019

La escena de la música celta implica un gran número de festivales de música.
| Festival                                                   | Lugar             | País        |
| ---------------------------------------------------------- | ----------------- | ----------- |
| Festival Intercéltico de Lorient                           | Lorient           | Francia     |
| Festival de la Saint Loup                                  | Guingamp          | Francia     |
| Festival de Cornouailles                                   | Quimper           | Francia     |
| Les Nuits Celtiques du Stade de France                     | París             | Francia     |
| Festival del Kan ar Bobl                                   | Lorient           | Francia     |
| National Celtic Festival                                   | Portarlington     | Australia   |
| CeltFest Cuba                                              | Habana            | Cuba        |
| Celtic Colours                                             | Cabo Bretón       | Canadá      |
| Festival Celtique International de Montréal                | Montreal          | Canadá      |
| Celtic Connections                                         | Glasgow           | Reino Unido |
| Festival Anual de Música Celta                             | Buenos Aires      | Argentina   |
| Encuentro Patagonia Celta                                  | Trevelin          | Argentina   |
| Noite Celta de Porcía                                      | El Franco         | España      |
| Festival Internacional del Mundo Celta de Ortigueira       | Ortigueira        | España      |
| Festival Internacional Folk de Plasencia                   | Plasencia         | España      |
| Festival de Pardiñas                                       | Guitiriz          | España      |
| Festival Intercéltico "O son do Pazo"                      | Mos               | España      |
| Festival Intercéltico de Avilés y comarca                  | Avilés            | España      |
| Folixa na Primavera                                        | Mieres            | España      |
| Folkomillas Festival                                       | Comillas          | España      |
| Festival Internacional de Música Celta de Collado Villalba | Collado Villalba  | España      |
| Sauga Folk                                                 | Colindres         | España      |
| Festival Intercéltico de Orejo                             | Marina de Cudeyo  | España      |
| Festa da Carballeira                                       | Zas               | España      |
| Festival Celta Internacional Reino de León                 | León              | España      |
| Montelago Celtic Night                                     | Colfiorito        | Italia      |
| Hebridean Celtic Festival                                  | Stornoway         | Reino Unido |
| Guinness Irish Festival                                    | Sion              | Suiza       |
| Festival Intercéltico de Oporto                            | Oporto            | Portugal    |
| Festival Intercéltico de Sendim                            | Sendim            | Portugal    |
| Festival Folk Celta Ponte da Barca                         | Ponte da Barca    | Portugal    |
| Douro Celtic Fest                                          | Vila Nova de Gaia | Portugal    |
| Galaicofolia                                               | Esposende         | Portugal    |
| Festival Celtirock                                         | Pitões das Júnias | Portugal    |
| Festival de Música Celta de Viana do Castelo               | Viana do Castelo  | Portugal    |
| Fleadh ceol na hEireann                                    | Tullamore         | Irlanda     |
| Festival Intercéltico                                      | San José          | Costa Rica  |
| Yn Chruinnaght                                             | Isla de Man       | Reino Unido |
| Celtia                                                     | Ciudad de México  | México      |

## Fusión céltica

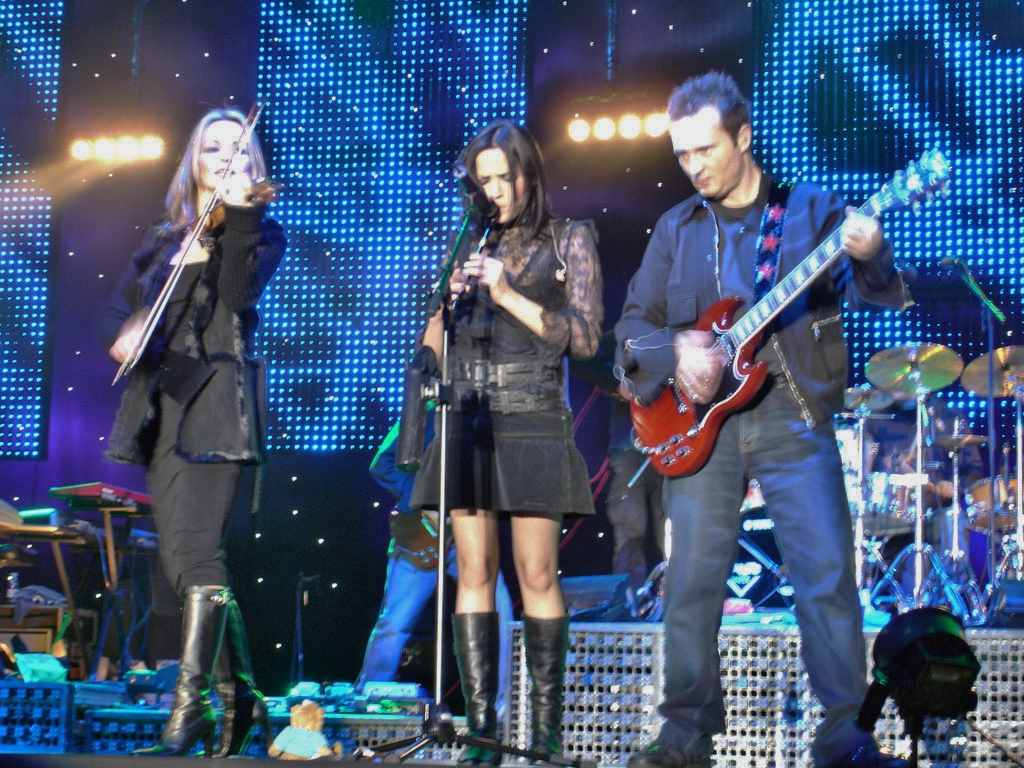
The Corrs en un concierto en 2004.

La más antigua tradición musical que se inscribe bajo el sello de la fusión celta se originó en la Norteamérica rural a principios del periodo colonial e incorporaron influencias escocesas, irlandesas, inglesas y africanas. Diversamente denominada como música de raíces, música folk estadounidense o música de los viejos tiempos, esta tradición ha ejercido una fuerte influencia en todas las formas de la música estadounidenses, incluyendo el country, el blues y el rock and roll. Además de sus efectos a largo plazo en otros géneros, significó la primera mezcla moderna a gran escala de tradiciones musicales de varias comunidades étnicas y religiosas dentro de la diáspora celta.
En los años sesenta, varias bandas presentaron adaptaciones modernas de música celta tirando de influencias de varias naciones celtas a la vez para crear un sonido moderno pancéltico. Algunas de ellas incluyen
las bagadoù (bandas de gaitas bretonas),
Fairport Convention,
Pentangle,
Steeleye Span y
Horslips.

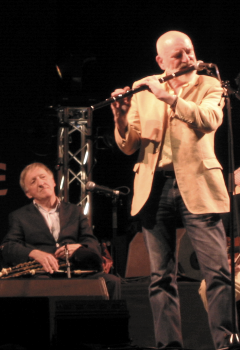
The Chieftains actuando en Lorient en 2008.

En los años setenta, Clannad comenzó inicialmente en la escena folk y tradicional, y posteriormente pasó a cerrar la brecha entre la música celta tradicional y la música pop en los años ochenta y noventa incorporando elementos del new age, jazz y folk rock. Huellas del legado de Clannad pueden ser escuchadas en la música de muchos artistas incluyendo
Enya,
Altan,
Capercaillie,
The Corrs,
Loreena McKennitt,
Anúna,
Riverdance y
U2.
Más tarde, con la aparición de la fusión de hard rock con música celta de Jethro Tull y Thin Lizzy, y a partir de 1982 con la invención hecha por The Pogues del punk celta; ha habido un movimiento para incorporar influencias celtas en otros géneros de música. Bandas como
Flogging Molly,
Black 47,
Dropkick Murphys,
The Young Dubliners,
Marxman o
The Tossers
introdujeron un híbrido de rock celta, punk, reggae, hardcore y otros elementos en la década de los noventa, que han llegado a ser populares entre la juventud estadounidense de origen irlandés.

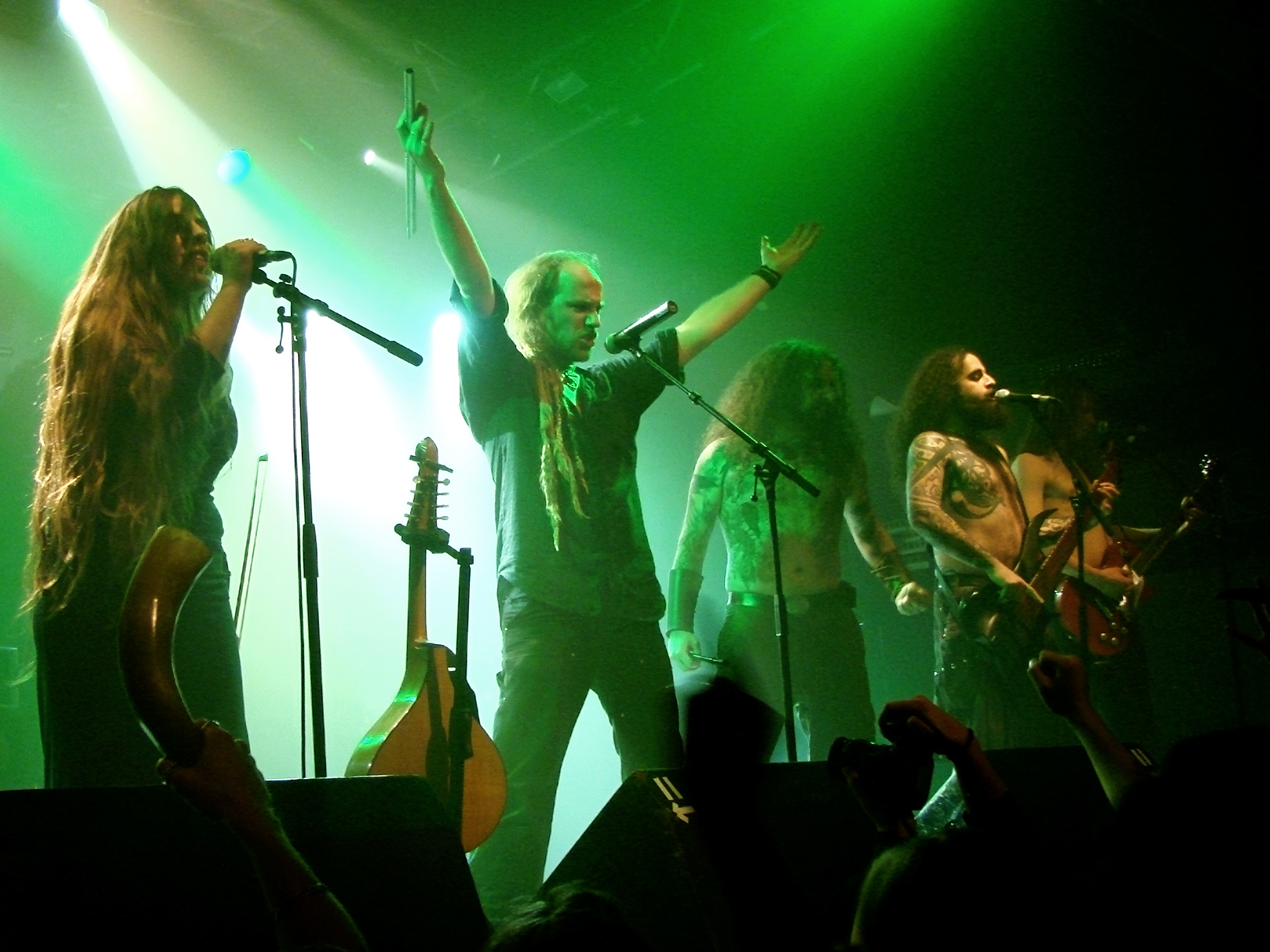
El grupo de folk metal, Eluveitie.

Hoy en día hay subgéneros de influencia celta en prácticamente todo tipo de música, incluyendo electrónica, rock, metal, punk, hip hop, reggae, new age, house, ska, latina, andina y pop. En conjunto, estas interpretaciones modernas de la música celta son a veces referidas como celtic fusión. Algunos ejemplos actuales son:
la banda española Xera (que combina música celta y tradicional asturiana con música electrónica), y la banda argentina Celtic Underground (que fusiona música escocesa con música electrónica y pop).
Entre los distintos subgéneros se encuentra el denominado folk metal, resultante de la mezcla entre el heavy metal y la música celta, que ha tenido bastante éxito en los últimos años. Al igual que en el metal vikingo, la base del celta puede variar pero son habituales los que combinan los ritmos celtas con black metal o death metal. Algunos grupos de este metal celta son
Aes Dana,
Bran Barr,
Cruachan,
Crystalmoors,
Ensiferum,
Eluveitie,
Elvenking,
Heol Telwen,
Lándevir,
Saurom,
Skiltron,
Triddana y
Waylander.

## Otras adaptaciones modernas

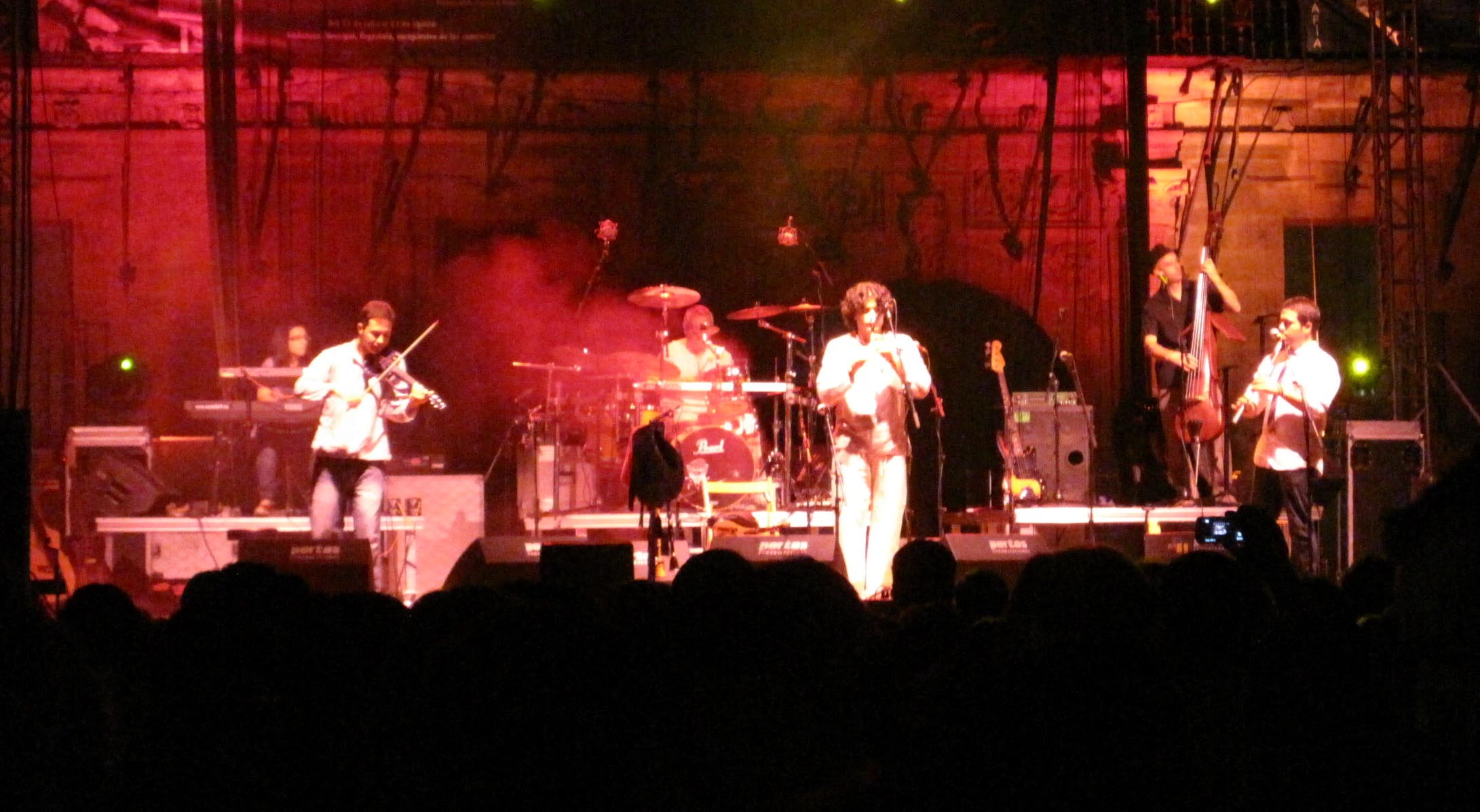
El grupo leonés Gandalf durante un recital en Astorga en agosto de 2010.

Fuera de América, los primeros intentos deliberados para crear una música pancéltica fueron hechos por el bretón Taldir Jaffrennou, que había traducido canciones de Irlanda, Escocia y Gales al bretón en el periodo de entreguerras. Una de sus principales obras fue llevar Hen Wlad Fy Nhadau (el himno nacional de Gales) a Bretaña y crear letras de canciones en bretón. Con el tiempo, esta canción se convirtió en Bro Goz va zadoù, el más ampliamente aceptado himno bretón. En los años setenta, el bretón Alan Cochevelou (futuro Alan Stivell) comenzó a tocar un repertorio mixto de las principales naciones celtas con el arpa celta que creó su padre.
La música moderna también puede ser denominada celta porque está escrita y grabada en una lengua celta, independientemente del estilo musical. Muchas de las lenguas celtas han experimentado un resurgimiento en los últimos años, impulsado en parte por la acción de los artistas y músicos que las han adoptado como sellos de identidad y distinción. En 1971, la banda irlandesa Skara Brae grabó su primer y único LP con todas sus canciones en gaélico irlandés. En 1978, Runrig grabó un álbum en gaélico escocés. En 1992 Capercaillie grabó A Prince Among Islands, el primer disco gaélico escocés en alcanzar el top 40 del Reino Unido. En 1996, una canción en bretón representó a Francia en el Festival de la Canción de Eurovisión 1996. Desde aproximadamente 2005, Oi Polloi (de Escocia) han grabado en gaélico escocés. Mill a h-Uile Rud (una banda de punk de Seattle) grabaron en ese idioma en 2004.
Asimismo, varias bandas contemporáneas tienen canciones en lengua galesa como Ceredwen, que fusiona los instrumentos tradicionales con ritmos trip hop, los Super Furry Animals o Fernhill. El mismo fenómeno ocurre en Bretaña, donde muchos cantantes graban sus canciones en bretón, tradicional o moderno (hip hop, rap, etc.).

## Música celta en Europa
En Europa destacan los grupos y solistas provenientes de algunas de las llamadas naciones celtas.
Así, en Irlanda nos encontramos con
The Chieftains,
Dervish,
Solas,
Lúnasa,
Planxty,
Celtic Woman,
The High Kings,
The Dubliners,
Tommy Peoples,
Liz Carrol,
Patrick Street y
The Bothy Band.
En Bretaña,
Wig A Wag,
Tri Yann,
Gwendal,
Nolwenn Leroy,
Soldat Louis,
Stone Age y
Sacrée Bordée.
En Escocia,
The Tannahill Weavers,
Wolfstone,
The Corries y
Alasdair Fracer,
así como Filska (de las islas Shetland).
Aparte de esas zonas, a lo largo de los años han surgido grupos de inspiración celta en otros países, como Anach Cuan y Glen of Guiness (en Suiza),
Omnia (en Países Bajos),
Terrafolk (en Eslovenia), Skáld, Oubéret y Celtic Origine (en Francia).

### Música celta en España

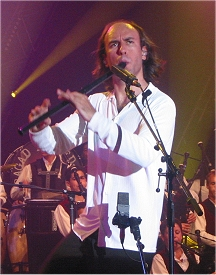
Carlos Núñez durante un recital en Lorient.

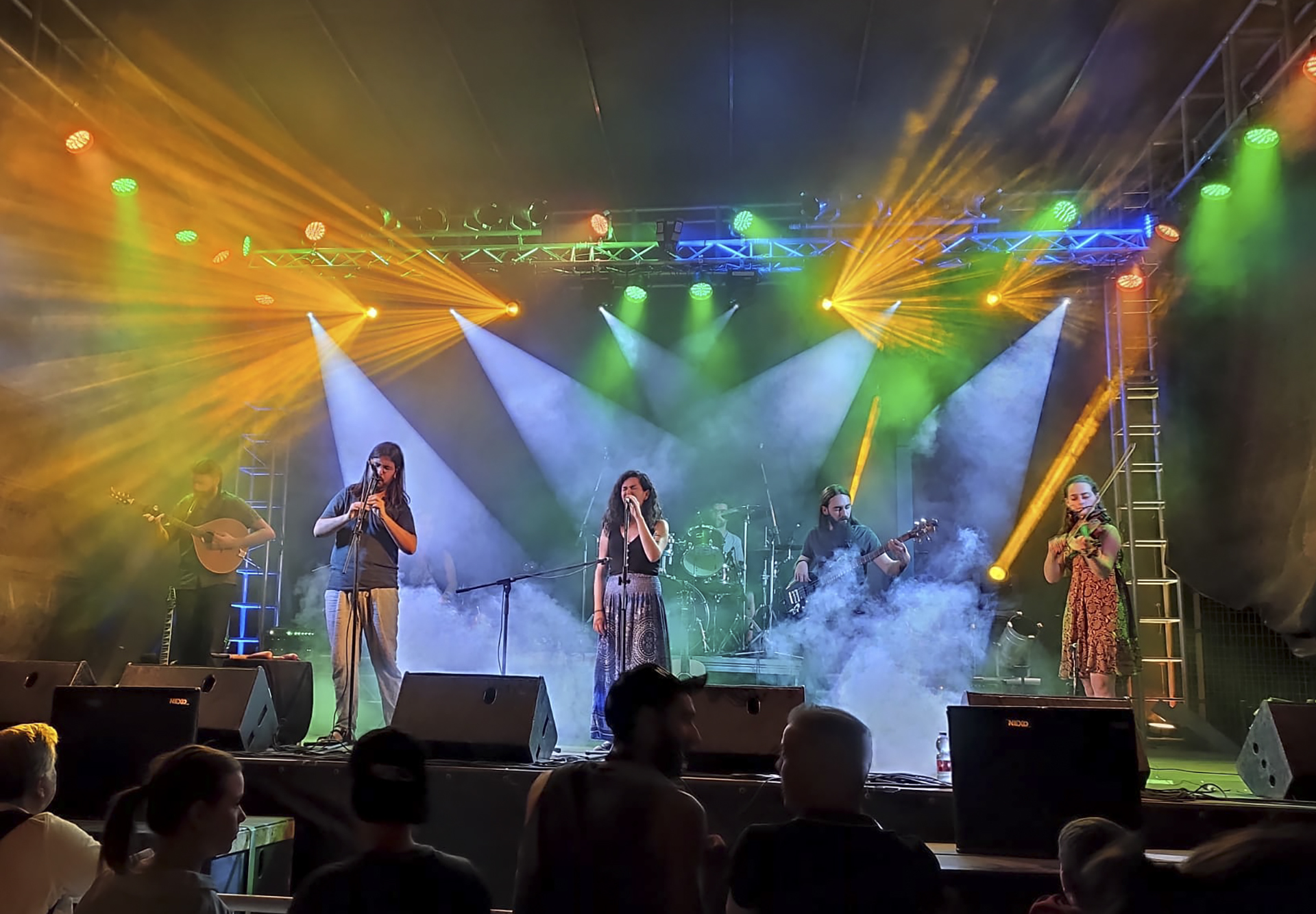
Guieldu en el Festival Intercéltico de Sendim Miranda do Douro, (Portugal)

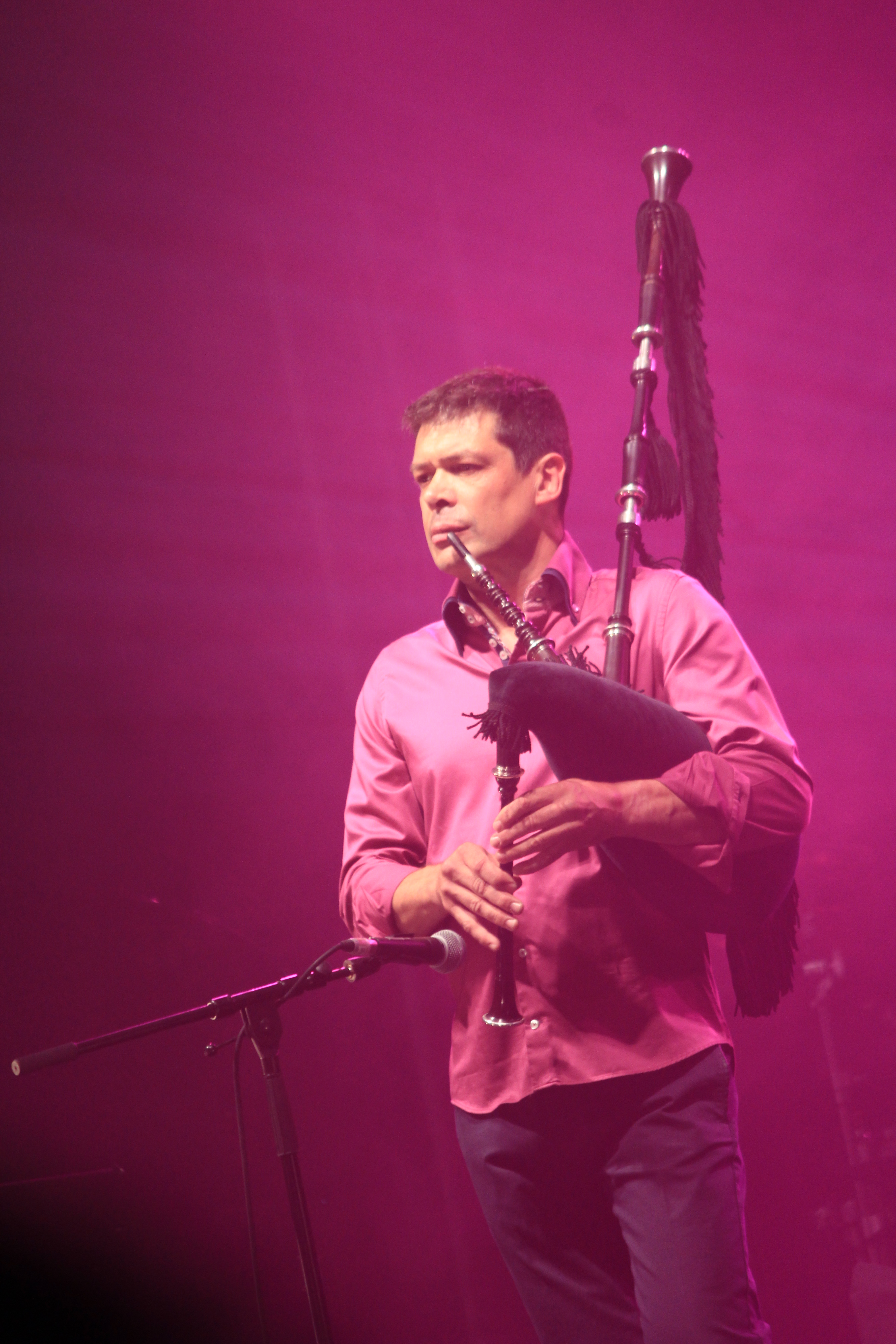
Hevia en el FIL 2013

En España es internacionalmente conocido el Festival de Ortigueira (La Coruña) como uno de los escaparates de los grupos españoles, así como el Festival Intercéltico de Avilés, el Festival Intercéltico d'Occidente en Tapia de Casariego, el Folkomillas Festival en Comillas, o el Festival Celta Internacional Reinu de Llión. Existen diversos grupos y autores que se adaptan más o menos a las definiciones originarias de lo que se entiende por música celta.
La mayoría de los grupos y solistas calificados como música celta cantan en gallego o asturiano, pues la música celta forma parte del folclore tradicional de Galicia y Asturias.
Así, de Galicia son
Brath,
Luar na Lubre,
Milladoiro,
Os Cempés,
Carlos Núñez,
Berrogüetto,
Susana Seivane,
Cristina Pato,
Xosé Manuel Budiño,
Mercedes Peón,
Anxo Lorenzo (que fusiona estilos celtas con tendencias electrónicas) y
Alann Bique.
De Asturias son
José Ángel Hevia (precursor de la gaita electrónica),
Tejedor,
Felpeyu,
Llan de Cubel,
Corquiéu
y Guieldu.
Asimismo, también encontramos grupos en otras zonas de España de «tradición celta» como Luétiga, Garma, Gatu Malu, Cahórnega, Naheba, Atlántica y Cambera'l Cierzu en Cantabria o Antubel, Gandalf, Tsuniegu, Olwen, Medulia y L´Arcu la Vieya en León.
Es también interesante destacar la existencia de grupos de folk fuera de las regiones más tradicionales, como Ima Galguén en Canarias, Invernalia Archivado el 20 de diciembre de 2016 en Wayback Machine., Sláinte y Lád Cúig en Cataluña, Rare Folk, Mussels, Stolen Notes y Gan Ainm en Andalucía, O´Carolan en Aragón, Hibai Deiedra y Kepa Junkera en País Vasco, Acetre en Extremadura o Zamburiel y Kinnia en Madrid.
Otros grupos, como Triquel, Celtas Cortos o Akelarre AgroCelta, así como más recientemente El Sueño de Morfeo, exploran ciertas características de este estilo musical, aunque no por ello se puede afirmar que interpretan «música celta» de manera regular.
La música celta también tiene su hueco en el rock español. Uno de los primeros grupos españoles en fusionar las vertientes de la música celta con el Heavy metal fue Ñu. Más tarde también se encontrarían en este subgénero bandas como Lándevir o Saurom. Sin embargo, el grupo de mayor éxito ha sido Mägo de Oz con su fusión de metal y sonidos celtas.

## Música celta en América
Existe un dinámico crecimiento de este género en América, incluyendo la danza y la investigación en áreas relativas a las sociedades celtas. La música celta en Hispanoamérica se resignifica, ya que recibe diversos aportes musicales propios de cada país donde se la interpreta.
En América del Norte tiene una destacada presencia debido a la inmigración europea, principalmente de irlandeses, surgiendo artistas como Loreena McKennitt o Michael Flatley, y celebrándose festivales como Celtic Colours, que tiene lugar en la isla de Cabo Bretón.

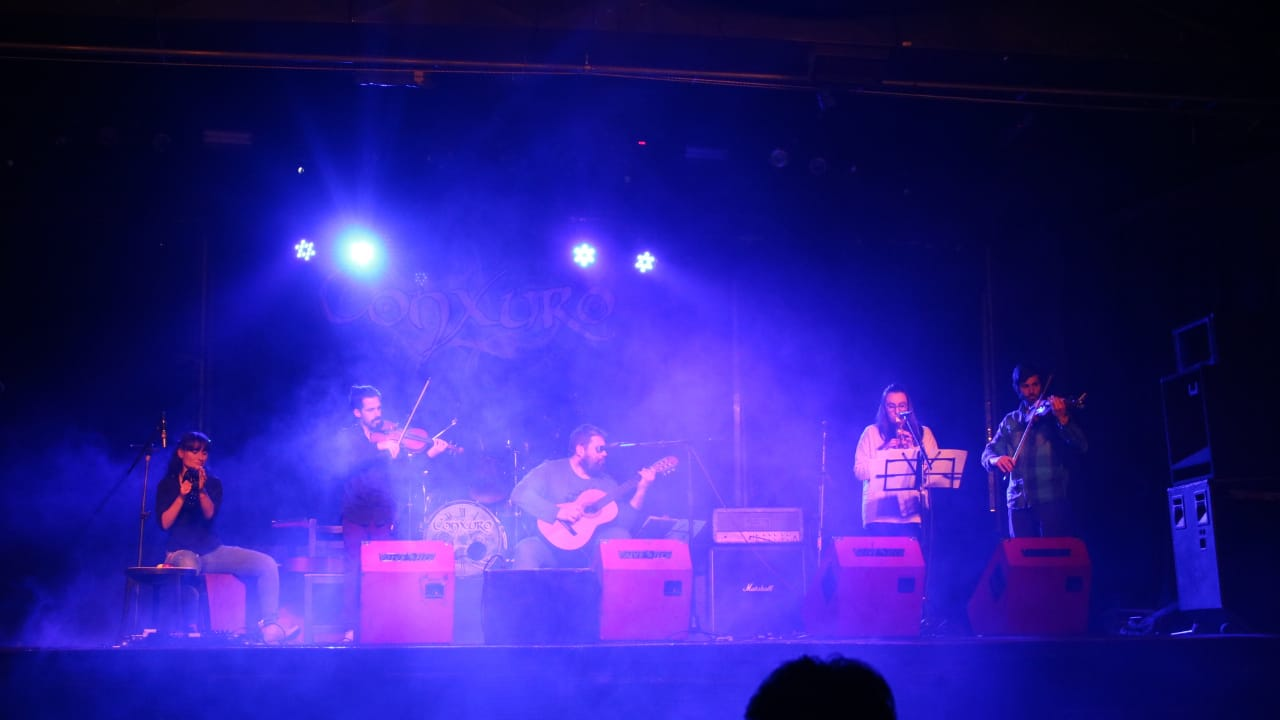
Concierto de Ara Solis en Mar del Plata, 2019.

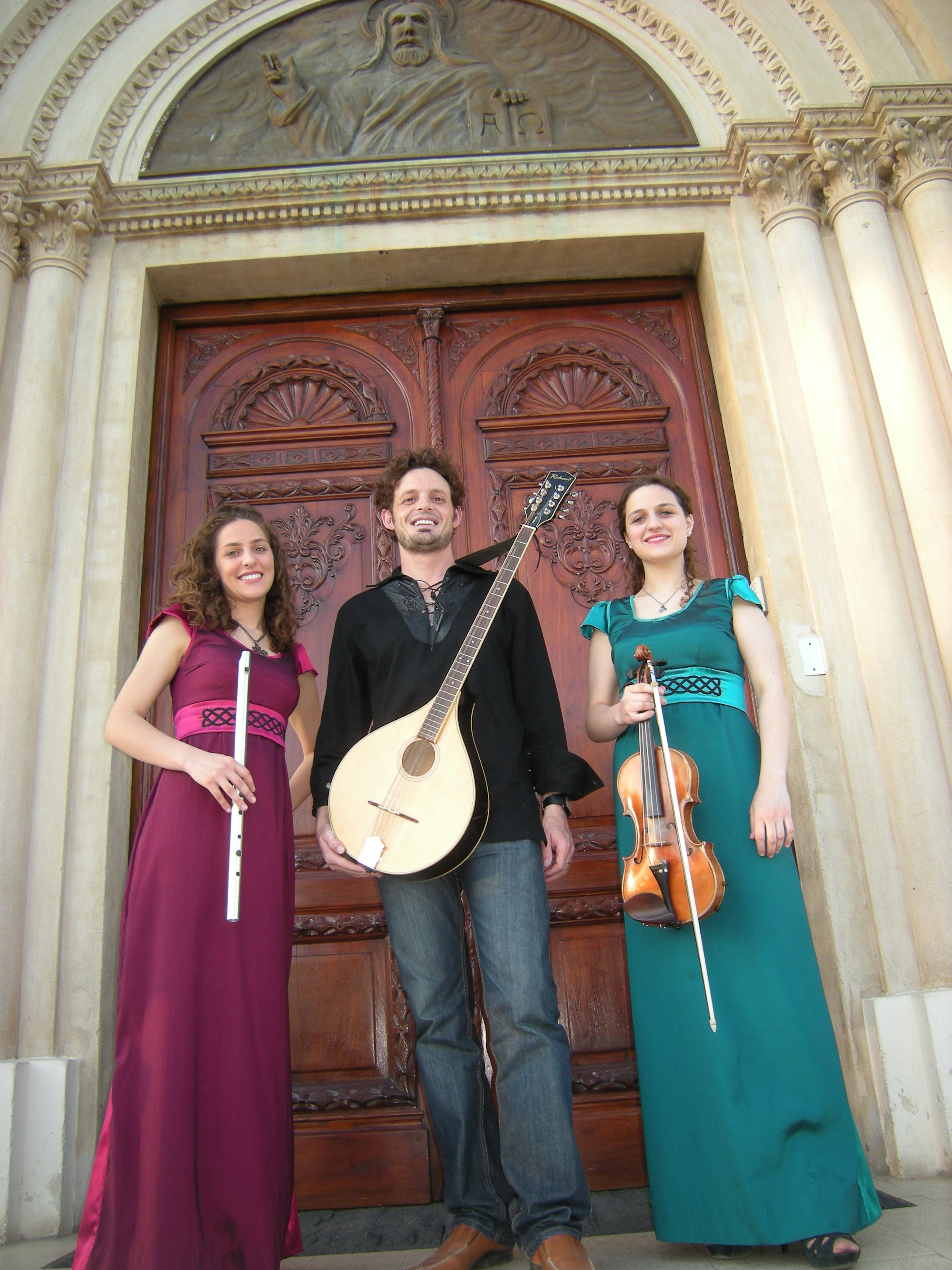
Córdoba Céltica

Argentina recibió inmigrantes de origen celta provenientes de toda Europa: gallegos, asturianos, irlandeses, galeses y escoceses, por lo que sus descendientes recrean sus melodías, algunas tradicionales y otras de composición original, pero siempre con reminiscencias célticas. 
Uno de los grupos de música celta pioneros en este país ha sido Duir, que interpreta temas tradicionales de Irlanda, Escocia, Gales y Bretaña. En su repertorio se incluyen tanto danzas como canciones -en inglés, gaélico irlandés, galés y bretón-. Los instrumentos ejecutados son bodhran, flauta irlandesa, tin whistles, mandolina, guitarra acústica y bouzouki.
Entre los artistas más destacados figuran Santiago Molina (gaitero gallego, flautista y compositor que fusiona la música celta con el folclore argentino),
Athy (arpista y compositor que fusiona su arpa con otros instrumentos étnicos además de mezclar la música celta con estilos como el new age, el flamenco, el tango, la música electrónica, el jazz o el blues),
Ara Solis,
Arween,
Calath,
Celtic Underground,
Fillos do Vento,
Gael,
Gustavo Fuentes,
Kells,
Na Fianna,
Os Furafoes,
Sete Netos,
Xeito Novo, Bri - Celtic Folk y
Xold
En Chile se encuentran bandas como
Breogán,
Banda Celta Danzante,
Riveira (la cual realiza por primera vez en este país la fusión del folk celta con el rock acústico),
Keltoiband,
Mándrago,
Ta Fechu (la primera banda chilena invitada al festival intercéltico de lorient y la primera nominada a un premio internacional como lo son los premios amas),
La Eringo,
Dana,
Andes Celta,
Finisterra,
Conjunto Voces del Tiempo,
Gwyddyon, además de
la disuelta Banda Celtamericana (que fue la primera agrupación chilena de este tipo en realizar una gira al Reino Unido e Irlanda en 2007).
En Colombia destacan grupos como Perceval (primer grupo de la capital de ese país en publicar un trabajo discográfico de este género),
Mithril (banda),
Ogmios,
Espíritu Celta,
Sé Dublín y
La Montaña Gris (único grupo hispanoamericano que hizo dos giras continentales para promocionar sus trabajos discográficos).
En Costa Rica están los grupos
Peregrino Gris y Arbore Lume
En México destacan bandas y solistas como
A Campo Traviesa,
An Bodhrán,
Ontofonía,
Ogham Ensemble,
la Banda de Gaitas del Batallón de San Patricio y
la arpista Cynthia Valenzuela.
En Uruguay destacan intérpretes como
Lorena Lores,
Los Casál,
Griannan o la Southern Cross Pipe Band.
En Venezuela sobresale Gaêlica.